# Jan Šrámek
Jan Šrámek (Grygov, 8 novembre 1870 – Praga, 22 aprile 1956) è stato un politico cecoslovacco, Primo ministro del Governo in esilio della Cecoslovacchia dal 21 giugno 1940 al 5 aprile 1945.

## Biografia
A seguito dello scoppio della seconda guerra mondiale e dell'invasione tedesca della Cecoslovacchia il governo cecoslovacco andò in esilio a Londra.
Šrámek, esponente del Partito Popolare Cecoslovacco, fu Primo ministro durante quasi tutta la durata della guerra fino alla liberazione.